# Summer Sanitarium Tour
Summer Sanitarium Tour – trasa koncertowa zespołu Metallica, która odbyła się w 2000 i 2003 roku. W 2000 roku obejmowała 21 koncertów w Ameryce Północnej. W 2003 roku obejmowała 17 koncertów w Europie i 20 w Ameryce Północnej.

## Zespoły występujące z Metallicą w 2000
- KoRn
- Kid Rock
- Powerman 5000
- System of a Down

## Program koncertów w 2000
1. "Creeping Death"
2. "For Whom the Bell Tolls"
3. "Seek & Destroy"
4. "Fade To Black"
5. "Fuel"
6. "The Memory Remains"
7. "Sad But True"
8. "No Leaf Clover"
9. "King Nothing"
10. "Nothing Else Matters"
11. "I Disappear"
12. "One"
13. "Turn the Page (cover Boba Segera)
14. "Enter Sandman"
15. "Last Caress" (cover Misfits)
16. "So What" (cover Anti-Nowhere League)
17. "Die, Die My Darling" (cover Misfits)

## Koncerty w 2000
1. 23 czerwca 2000 – Seattle, Waszyngton, Stany Zjednoczone – Memorial Stadium
2. 30 czerwca 2000 – Foxborough, Massachusetts, Stany Zjednoczone – Foxboro Stadium
3. 1 lipca 2000 – Rockingham, Karolina Północna, Stany Zjednoczone – North Carolina Speedway
4. 3 lipca 2000 – St. Louis, Missouri, Stany Zjednoczone – Gateway International Raceway
5. 4 lipca 2000 – Baltimore, Maryland, Stany Zjednoczone – PSINet Stadium
6. 7 lipca 2000 – Atlanta, Georgia, Stany Zjednoczone – Georgia Dome
7. 8 lipca 2000 – Sparta, Kentucky, Stany Zjednoczone – Kentucky Speedway
8. 9 lipca 2000 – Irving, Teksas, Stany Zjednoczone – Texas Stadium
9. 12 lipca 2000 – Denver, Kolorado, Stany Zjednoczone – Mile High Stadium
10. 14 lipca 2000 – San Francisco, Kalifornia, Stany Zjednoczone – 3Com Park
11. 15 lipca 2000 – Los Angeles, Kalifornia, Stany Zjednoczone – Los Angeles Memorial Coliseum
12. 16 lipca 2000 – Phoenix, Arizona, Stany Zjednoczone – Desert Sky Pavillion
13. 18 lipca 2000 – Los Angeles, Kalifornia, Stany Zjednoczone – House of Blues
14. 20 lipca 2000 – East Rutherford, New Jersey, Stany Zjednoczone – Giants Stadium
15. 22 lipca 2000 – Chicago, Illinois, Stany Zjednoczone – Chicago Motor Speedway
16. 2 sierpnia 2000 – Dallas, Teksas, Stany Zjednoczone – Starplex Amphitheatre
17. 3 sierpnia 2000 – Dallas, Teksas, Stany Zjednoczone – Starplex Amphitheatre
18. 5 sierpnia 2000 – Atlanta, Georgia, Stany Zjednoczone – Lakewood Amphitheatre
19. 6 sierpnia 2000 – Atlanta, Georgia, Stany Zjednoczone – Lakewood Amphitheatre
20. 8 sierpnia 2000 – Lexington, Kentucky, Stany Zjednoczone – Rupp Arena
21. 9 sierpnia 2000 – Lexington, Kentucky, Stany Zjednoczone – Rupp Arena

## Zespoły występujące z Metallicą w 2003
- Limp Bizkit
- Linkin Park
- Deftones
- Mudvayne

## Program koncertów w 2003
1. "Battery"
2. "Master of Puppets"
3. "Harvester of Sorrow"
4. "Welcome Home(Sanitarium)"
5. "For Whom the Bell Tolls"
6. "Frantic"
7. "Sad But True"
8. "St. Anger"
9. "No Remorse"
10. "Seek & Destroy"
11. "Blackened"
12. "Fuel"
13. "Nothing Else Matters"
14. "Creeping Death"
15. "One"
16. "Enter Sandman"

## Koncerty w 2003
Europa – część 1
1. 1 czerwca 2003 – Londyn, Anglia – Donington Park
2. 6 czerwca 2003 – Norymberga, Niemcy – Rock Im Park
3. 7 czerwca 2003 – Berlin, Niemcy – Parkbühne Wuhlheide
4. 8 czerwca 2003 – Nürburgring, Niemcy – Rock am Ring
5. 13 czerwca 2003 – Imola, Włochy – Heineken Jammin’ Festival
6. 15 czerwca 2003 – Nijmegen, Holandia – Goffertpark
7. 16 czerwca 2003 – Kolonia, Niemcy – Kölnarena
8. 21 czerwca 2003 – Barcelona, Hiszpania – Estadi Olímpic Lluís Companys
9. 22 czerwca 2003 – Madryt, Hiszpania – Estadio La Peineta
10. 26 czerwca 2003 – Roskilde, Dania – Roskilde Festival
11. 28 czerwca 2003 – Werchter, Belgia – Rock Werchter

Ameryka Północna – część 1
1. 4 lipca 2003 – Detroit, Michigan, Stany Zjednoczone – Pontiac Silverdome
2. 5 lipca 2003 – Toronto, Ontario, Kanada – Skydome
3. 6 lipca 2003 – Foxborough, Massachusetts, Stany Zjednoczone – Gillette Stadium
4. 8 lipca 2003 – Seattle, Waszyngton, Stany Zjednoczone – Qwest Field
5. 11 lipca 2003 – Atlanta, Georgia, Stany Zjednoczone – Turner Field
6. 12 lipca 2003 – Filadelfia, Pensylwania, Stany Zjednoczone – Veterans Stadium
7. 13 lipca 2003 – Orlando, Floryda, Stany Zjednoczone – Citrus Bowl
8. 18 lipca 2003 – Waszyngton, Stany Zjednoczone – FedEx Field
9. 19 lipca 2003 – Columbus, Ohio, Stany Zjednoczone – Ohio Stadium
10. 20 lipca 2003 – Montreal, Quebec, Kanada – Parc Jean Drapeau
11. 25 lipca 2003 – St. Louis, Missouri, Stany Zjednoczone – Edward Jones Dome
12. 26 lipca 2003 – Chicago, Illinois, Stany Zjednoczone – Hawthorne Race Course
13. 27 lipca 2003 – Minneapolis, Minnesota, Stany Zjednoczone – Hubert H. Humprey Metrodome
14. 1 sierpnia 2003 – Denver, Kolorado, Stany Zjednoczone – Invesco Field at Mile High
15. 2 sierpnia 2003 – Houston, Teksas, Stany Zjednoczone – Reliant Stadium
16. 3 sierpnia 2003 – Irving, Teksas, Stany Zjednoczone – Texas Stadium
17. 6 sierpnia 2003 – Salt Lake City, Utah, Stany Zjednoczone – USANA Amphitheatre
18. 9 sierpnia 2003 – Los Angeles, Kalifornia, Stany Zjednoczone – Los Angeles Memorial Coliseum
19. 10 sierpnia 2003 – San Francisco, Kalifornia, Stany Zjednoczone – San Francisco Stadium at Candlestick Point

Europa – część 2
1. 15 sierpnia 2003 – Salzburg, Austria – Frequency Festival
2. 16 sierpnia 2003 – Konstancja, Niemcy – Rock Am See
3. 17 sierpnia 2003 – Gräfenhainichen, Niemcy – Ferropolis
4. 20 sierpnia 2003 – Dublin, Irlandia – RDS Arena
5. 22 sierpnia 2003 – Leeds, Anglia – Leeds Festival
6. 24 sierpnia 2003 – Reading, Anglia – Reading Festival

Stany Zjednoczone – część 2
1. 29 sierpnia 2003 – New York City, Nowy Jork, Stany Zjednoczone – Bowery Ballroom